# Ululodes oppositus
Ululodes oppositus är en insektsart som beskrevs av Banks 1938. Ululodes oppositus ingår i släktet Ululodes och familjen fjärilsländor. Inga underarter finns listade i Catalogue of Life.